# Proteuxoa cinereicollis
Proteuxoa cinereicollis là một loài bướm đêm thuộc họ Noctuidae. Nó được tìm thấy ở Lãnh thổ Thủ đô Úc, New South Wales, Nam Úc, Tây Úc và Victoria.

## Hình ảnh

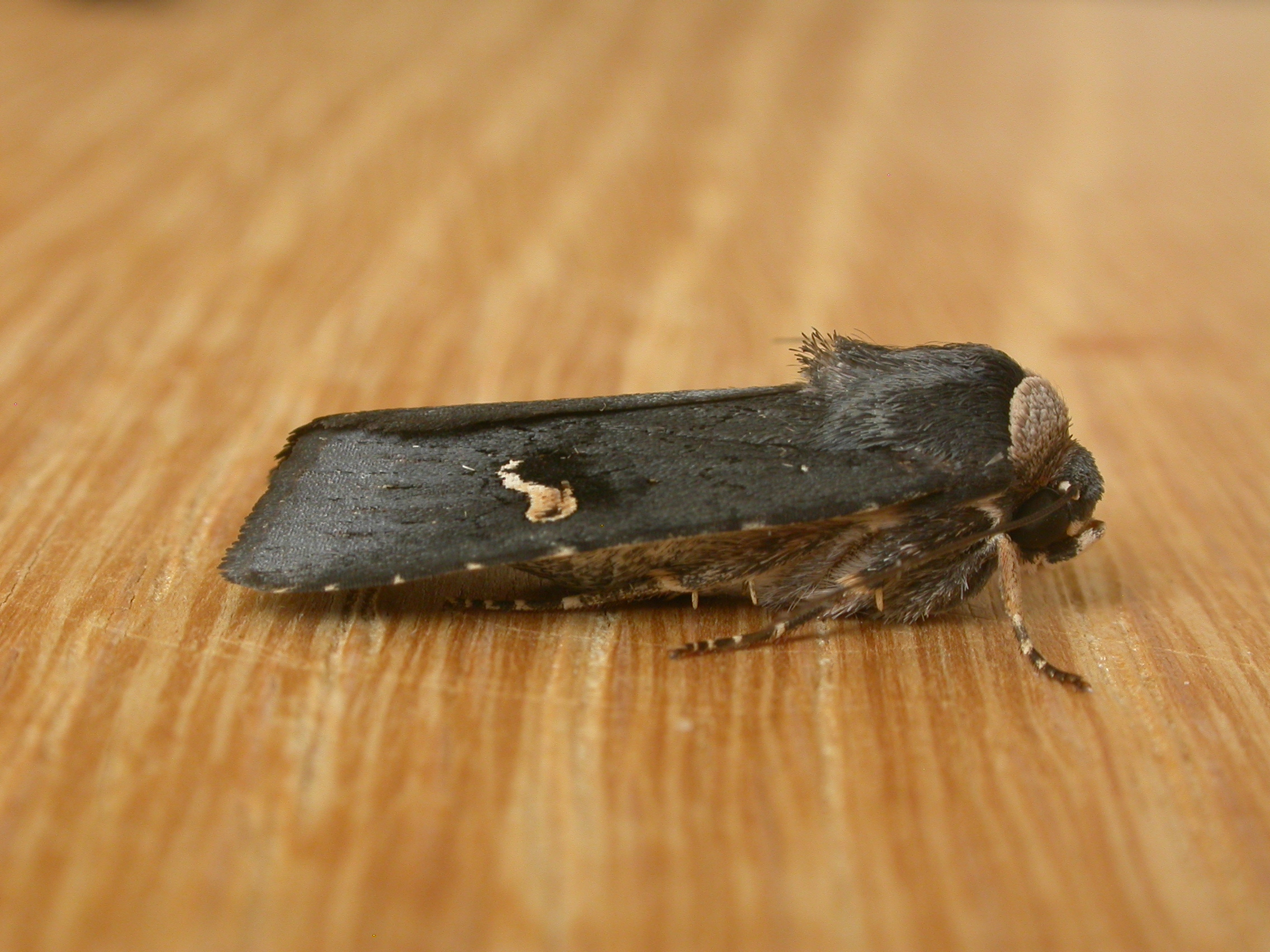
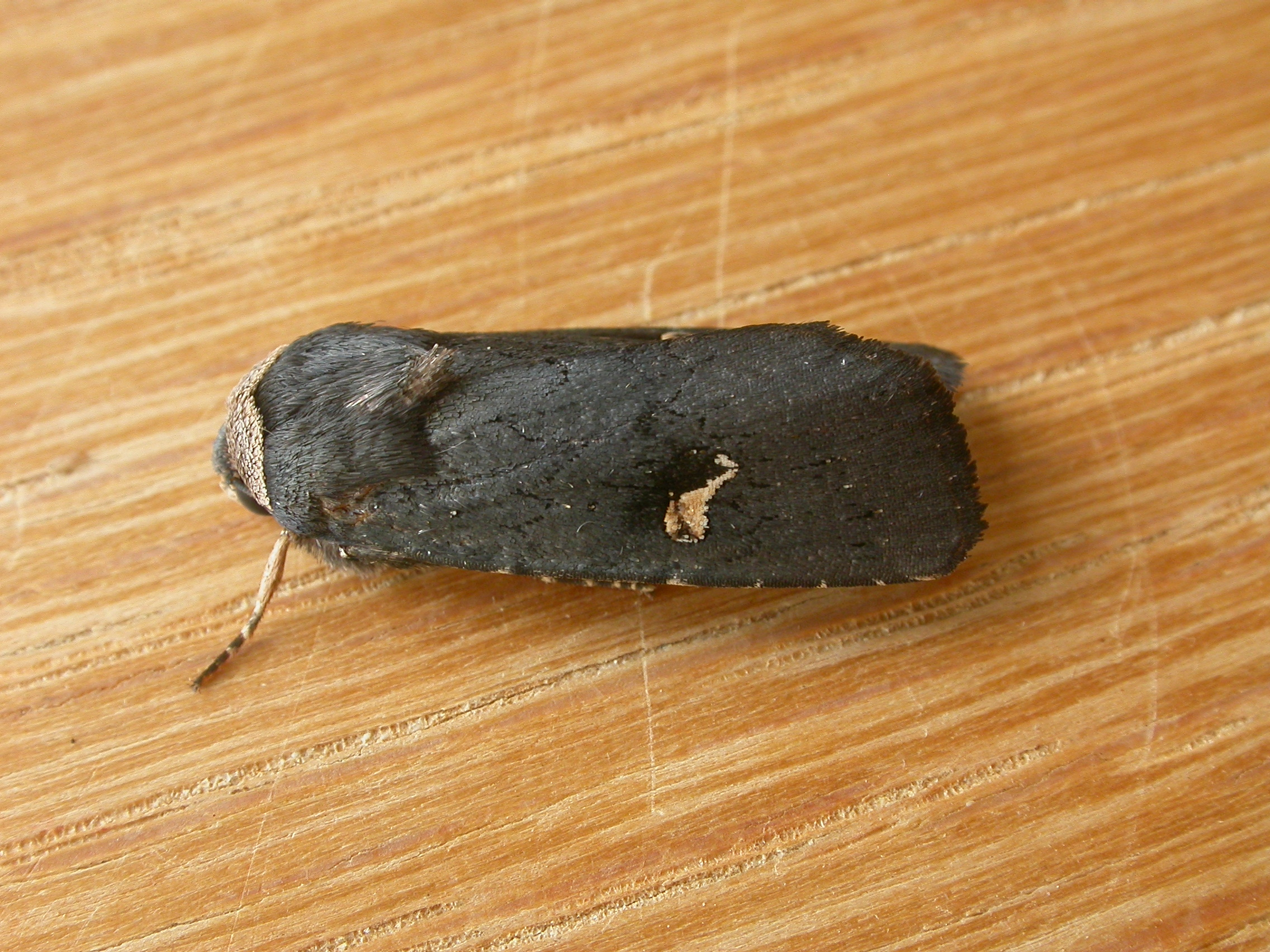
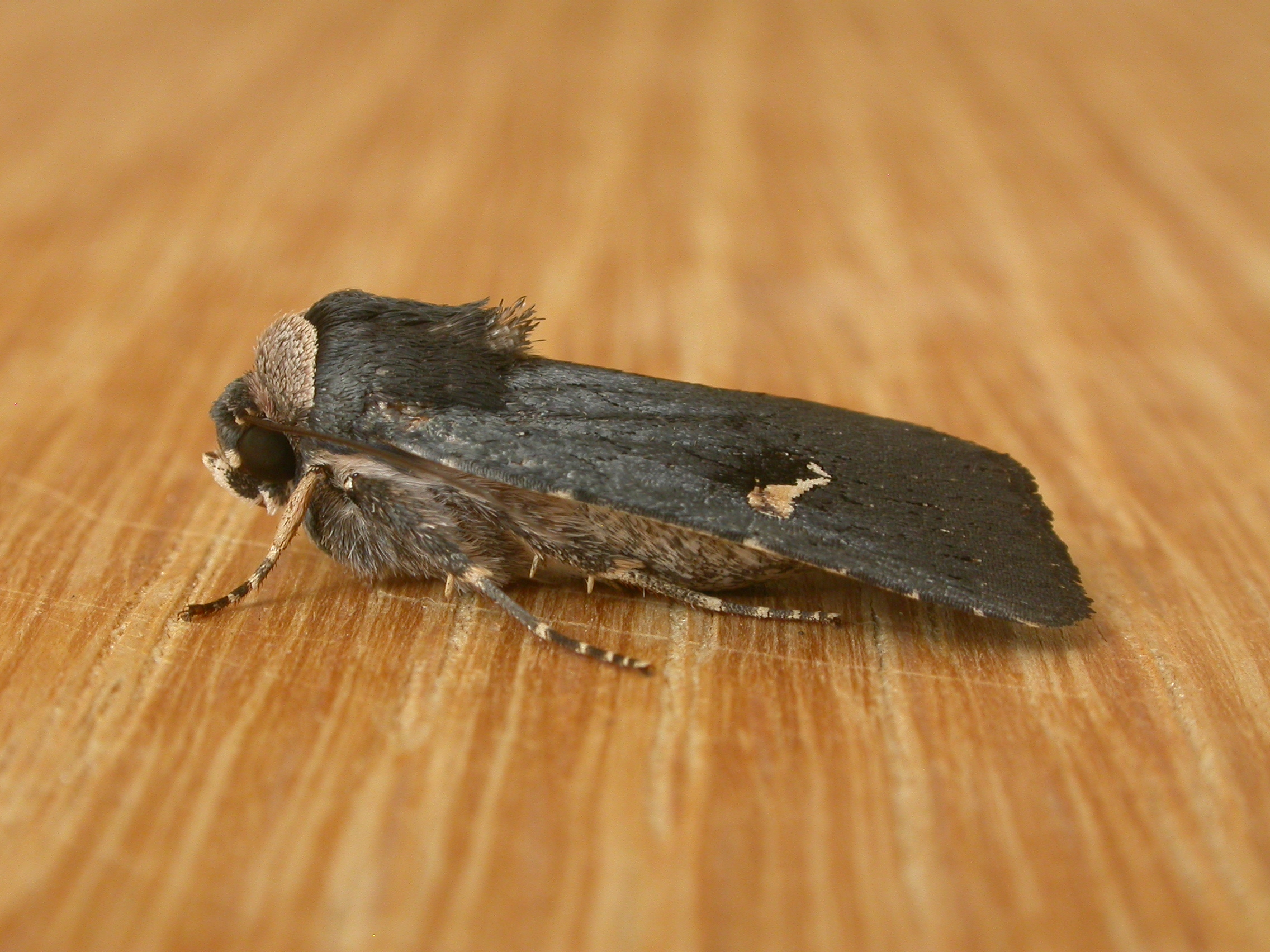